# Championnat du monde de badminton par équipes masculines 1990
Navigation
Kuala Lumpur 1988 Kuala Lumpur 1992
La 16e édition du championnat du monde de badminton par équipes masculines, appelé également Thomas Cup, a lieu en mai 1990 à Nagoya et Tokyo au Japon.

## Format de la compétition
53 nations participent à la Thomas Cup. À l'issue d'une phase de qualifications, 6 équipes accèdent à la phase finale où elles sont rejointes par le tenant du titre et le pays organisateur qui sont qualifiés d'office.
Ces 8 nations participantes sont placées dans 2 groupes de 4 équipes, où chacune rencontre les 3 autres. Les deux premiers se qualifient pour des demi-finales croisées.
Chaque rencontre se joue en 5 matches : 3 simples et 2 doubles qui peuvent être joués dans n'importe quel ordre (accord entre les équipes).

## Qualifications
- Qualifié pour la phase finale

### A Villach, Autriche
| Groupe A        | Groupe A | Groupe A        |
| --------------- | -------- | --------------- |
| Islande         | 4-1      | Belgique        |
| Islande         | 5-0      | France          |
| Islande         | 5-0      | Corée du Nord   |
| Belgique        | 3-2      | France          |
| Belgique        | 4-1      | Corée du Nord   |
| France          | 3-2      | Corée du Nord   |
| Groupe B        |          |                 |
| Irlande         | 4-1      | Suisse          |
| Irlande         | 5-0      | Israël          |
| Irlande         | 5-0      | Guatemala       |
| Suisse          | 5-0      | Israël          |
| Suisse          | 5-0      | Guatemala       |
| Israël          | 4-1      | Guatemala       |
| Groupe C        |          |                 |
| Pays de Galles  | 4-1      | Bulgarie        |
| Pays de Galles  | 5-0      | Espagne         |
| Pays de Galles  | 5-0      | Kenya           |
| Bulgarie        | 4-1      | Espagne         |
| Bulgarie        | 5-0      | Kenya           |
| Espagne         | 5-0      | Kenya           |
| Groupe D        |          |                 |
| Norvège         | 5-0      | Tchécoslovaquie |
| Norvège         | 5-0      | Hongrie         |
| Norvège         | 5-0      | Italie          |
| Tchécoslovaquie | 4-1      | Hongrie         |
| Tchécoslovaquie | 5-0      | Italie          |
| Hongrie         | 5-0      | Italie          |

| Groupe W         | Groupe W | Groupe W             |
| ---------------- | -------- | -------------------- |
| Danemark         | 5-0      | Union soviétique     |
| Danemark         | 5-0      | Finlande             |
| Danemark         | 5-0      | Islande              |
| Union Soviétique | 4-1      | Finlande             |
| Union Soviétique | 5-0      | Islande              |
| Finlande         | 5-0      | Islande              |
| Groupe X         |          |                      |
| Pays-Bas         | 5-0      | Écosse               |
| Pays-Bas         | 5-0      | Irlande              |
| Pays-Bas         | 5-0      | Pologne              |
| Écosse           | 4-1      | Irlande              |
| Écosse           | 5-0      | Pologne              |
| Irlande          | 4-1      | Pologne              |
| Groupe Y         |          |                      |
| Angleterre       | 5-0      | États-Unis           |
| Angleterre       | 5-0      | Norvège              |
| Angleterre       | 5-0      | Allemagne de l'Ouest |
| États-Unis       | 4-1      | Norvège              |
| États-Unis       | 3-2      | Allemagne de l'Ouest |
| Norvège          | 3-2      | Allemagne de l'Ouest |
| Groupe Z         |          |                      |
| Suède            | 4-1      | Canada               |
| Suède            | 5-0      | Autriche             |
| Suède            | 5-0      | Pays de Galles       |
| Canada           | 5-0      | Autriche             |
| Canada           | 5-0      | Pays de Galles       |
| Autriche         | 3-2      | Pays de Galles       |

| Demi-finales    | Demi-finales | Demi-finales |
| --------------- | ------------ | ------------ |
| Danemark        | 4-1          | Pays-Bas     |
| Suède           | 3-2          | Angleterre   |
| Troisième place |              |              |
| Angleterre      | 4-1          | Pays-Bas     |
| Finale          |              |              |
| Danemark        | 4-1          | Suède        |

### A Kuala Lumpur, Malaisie
| Groupe A         | Groupe A | Groupe A  |
| ---------------- | -------- | --------- |
| Hong Kong        | 5-0      | Birmanie  |
| Hong Kong        | 5-0      | Népal     |
| Birmanie         | 4-1      | Népal     |
| Groupe B         |          |           |
| Taipei chinois   | 5-0      | Mexique   |
| Taipei chinois   | 5-0      | Maurice   |
| Taipei chinois   | 5-0      | Macao     |
| Mexique          | 4-1      | Maurice   |
| Mexique          | 5-0      | Macao     |
| Maurice          | 3-2      | Macao     |
| Groupe C         |          |           |
| Nouvelle-Zélande | 3-2      | Australie |
| Nouvelle-Zélande | 5-0      | Singapour |
| Nouvelle-Zélande | 3-2      | Sri Lanka |
| Australie        | 5-0      | Singapour |
| Australie        | 5-0      | Sri Lanka |
| Singapour        | 3-2      | Sri Lanka |

| Groupe X       | Groupe X | Groupe X         |
| -------------- | -------- | ---------------- |
| Malaisie       | 4-1      | Thaïlande        |
| Malaisie       | 4-1      | Taipei chinois   |
| Malaisie       | 5-0      | Nouvelle-Zélande |
| Thaïlande      | 4-1      | Taipei chinois   |
| Taipei chinois | 5-0      | Nouvelle-Zélande |
| Taipei chinois | 5-0      | Thaïlande        |
| Groupe Y       |          |                  |
| Indonésie      | 3-2      | Corée du Sud     |
| Indonésie      | 5-0      | Inde             |
| Indonésie      | 5-0      | Hong Kong        |
| Corée du Sud   | 5-0      | Inde             |
| Corée du Sud   | 5-0      | Hong Kong        |
| Inde           | 3-2      | Hong Kong        |

| Demi-finales    | Demi-finales | Demi-finales |
| --------------- | ------------ | ------------ |
| Indonésie       | 5-0          | Thaïlande    |
| Malaisie        | 5-0          | Corée du Sud |
| Troisième place |              |              |
| Corée du Sud    | 3-2          | Thaïlande    |
| Finale          |              |              |
| Indonésie       | 3-2          | Malaisie     |

## Tournoi final

### Pays participants
| Confédération   | Pays                            |
| --------------- | ------------------------------- |
| Asie            | Corée du Sud Indonésie Malaisie |
| Europe          | Angleterre Danemark Suède       |
| Tenant du titre | Chine                           |
| Pays hôte       | Japon                           |

### Phase de groupes

#### Groupe A
| Équipe       | J | G | P |
| ------------ | - | - | - |
| Chine        | 3 | 3 | 0 |
| Malaisie     | 3 | 2 | 1 |
| Corée du Sud | 3 | 1 | 2 |
| Suède        | 3 | 0 | 3 |

| Résultats    | Résultats | Résultats    |
| ------------ | --------- | ------------ |
| Chine        | 5-0       | Malaisie     |
| Chine        | 5-0       | Corée du Sud |
| Chine        | 5-0       | Suède        |
| Malaisie     | 4-1       | Corée du Sud |
| Malaisie     | 5-0       | Suède        |
| Corée du Sud | 3-2       | Suède        |

#### Groupe B
| Équipe     | J | G | P |
| ---------- | - | - | - |
| Indonésie  | 3 | 3 | 0 |
| Danemark   | 3 | 2 | 1 |
| Japon      | 3 | 1 | 2 |
| Angleterre | 3 | 0 | 3 |

| Résultats | Résultats | Résultats  |
| --------- | --------- | ---------- |
| Indonésie | 4-1       | Danemark   |
| Indonésie | 5-0       | Japon      |
| Indonésie | 5-0       | Angleterre |
| Danemark  | 4-1       | Japon      |
| Danemark  | 4-1       | Angleterre |
| Japon     | 3-2       | Angleterre |

### Phase finale

#### Tableau
|  | Demi-finales | Demi-finales |       |   | Finale | Finale |
|  | Demi-finales | Demi-finales |       |   | Finale | Finale |
|  |              |              |       |   |        |        |
|  |              |              |       |   |        |        |
|  |              |              |       |   |        |        |
|  | Chine        | 5            |       |   |        |        |
|  | Chine        | 5            |       |   |        |        |
|  | Danemark     | 0            |       |   |        |        |
|  | Danemark     | 0            | Chine | 4 |        |        |
|  |              |              | Chine | 4 |        |        |
|  |              | Malaisie     | 1     |   |        |        |
|  | Malaisie     | Malaisie     | 1     | 3 |        |        |
|  | Malaisie     |              |       | 3 |        |        |
|  | Indonésie    | 2            |       |   |        |        |
|  | Indonésie    | 2            |       |   |        |        |

#### Finale
| juin 1990 | Chine                     | 4 - 1 | Malaisie                        | Score        |
| --------- | ------------------------- | ----- | ------------------------------- | ------------ |
| SH        | Yang Yang                 | 1-0   | Rashid Sidek                    | 15-10, 15-10 |
| SH        | Xiong Guobao              | 1-0   | Foo Kok Keong                   | 15-6,15-4    |
| SH        | Zhao Jianhua              | 1-0   | Kwan Yoke Meng                  | 15-10, 15-6  |
| DH        | Tian Bingyi / Li Yongbo   | 0-1   | Razif Sidek / Jalani Sidek      | 8-15, 6-15   |
| DH        | Chen Kang / Chen Hongyong | 1-0   | Cheah Soon Kit / Soo Beng Kiang | 15-7, 15-12  |